# معادن السيليكات

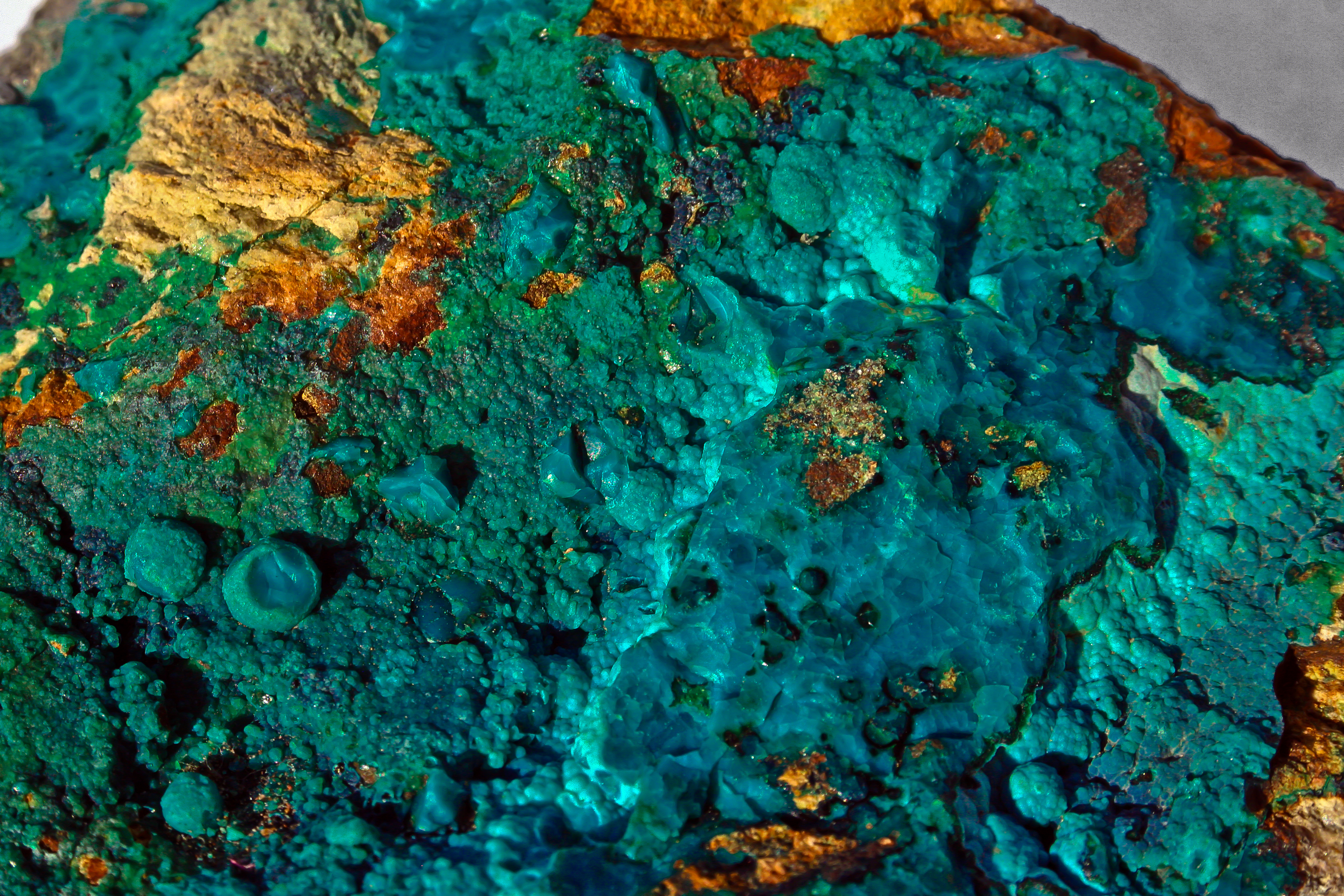
من معادن الفيلوسيليكات الكريسوكولا

معادن السيليكات هي مجموعة من المعادن تشكل أكبر وأهم فئة من المعادن التي على هيئة صخور، وتشكل حوالي 96٪؜ من مكونات القشرة الأرضية. وتصنف على أساس بناء السيليكات في مركباتهم. معادن السيليكات تحتوي جميعها على السيليكون والأوكسجين.

## البناء الذري الداخلي لمعادن السليكات
تتركب معادن السليكات بصفة أساسية من مجموعة من رباعيات الأوجه المكونة من ذرة سيليكون في المنتصف مرتبطة مع أربع ذرات أكسجين برابطة تساهمية. ترتبط رباعيات الأوجه من بعضها البعض بطرق مختلفة وبناءً على طريقة ارتباطها تم تقسيم مجموعة معادن السليكات إلى ست مجموعات رئيسية

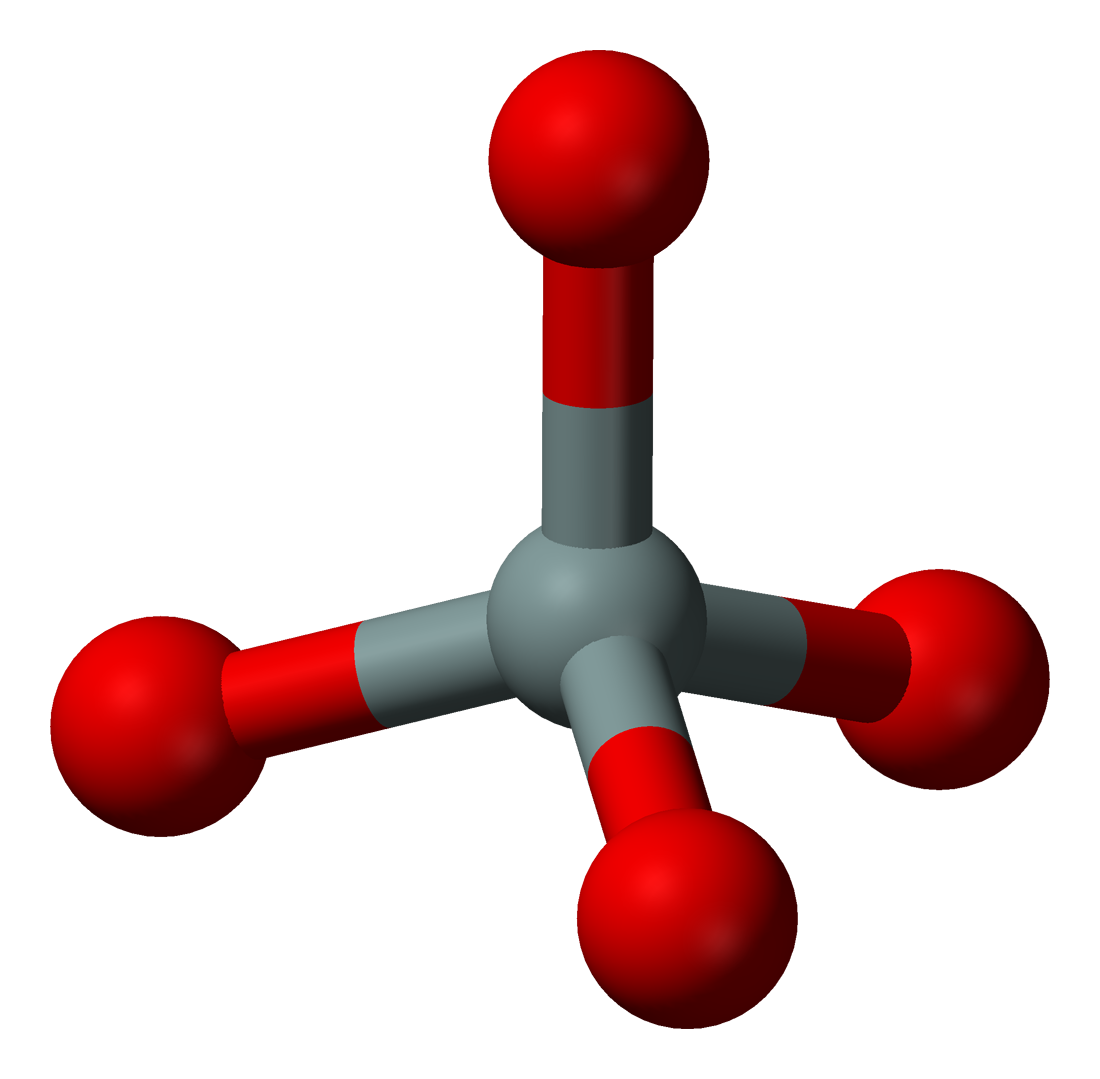
نموذج للبناء الذري الداخلي للبنية الأساسية لمعادن السليكا (وحدة رباعية الأوجة)

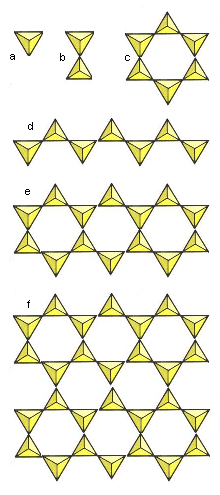
أشكال ارتباط رباعيات الأوجه مع بعضها لتكوين المجموعات المختلفة من معادن السيليكات a) مجموعة النيسوسليكيات، b) مجموعة السوروسليكات، c) مجموعة السيكلوسيليكات، d) مجموعة الإينوسيليكات (السلسلة المفردة)، e) مجموعة الإينوسيليكات (السلسلة المزدوجة)، f) مجموعة الفيلوسيليكات (المجموعة المتورقة)

### أورثوسيليكات أو نيسوسيليكات
النيسوسيليكات من الكلمة الإغريقية (باليونانية: νησος nēsos)‏ والتي تعني جزيرة، أو الأورثوسيليكات هي التي تم فيها عزل SiO4]4− رباعي السطوح المتصل فقط بأيونات فراغية. أي أن معادن هذه المجموعة تتكون من رباعيات أوجه مفردة وغير مرتبطة مع بعضها (كما هو موضح في الصورة a)
- مجموعة الفيناكيت
  - فيناكيت - Be2SiO4
  - ويليميت - Zn2SiO4
- مجموعة الأوليفين
  - فورستيريت - Mg2SiO4
  - فايالايت - Fe2SiO4
- مجموعة الجارنيت
  - بايروب - Mg3Al2(SiO4)3
  - ألمانداين - Fe3Al2(SiO4)3
  - سبيسارتاين - Mn3Al2(SiO4)3
  - غراسولار - Ca3Al2(SiO4)3
  - أندراديت - Ca3Fe2(SiO4)3
  - أوفاروفيت - Ca3Cr2(SiO4)3
  - هايدروغراسولار - Ca3Al2Si2O8(SiO4)3-m(OH)4m
- مجموعة الزيركون
  - زيركون - ZrSiO4
  - ثوريت - (Th,U)SiO4

- مجموعة Al2SiO5
  - أندلسيت - Al2SiO5
  - كيانيت - Al2SiO5
  - سيليمانيت - Al2SiO5

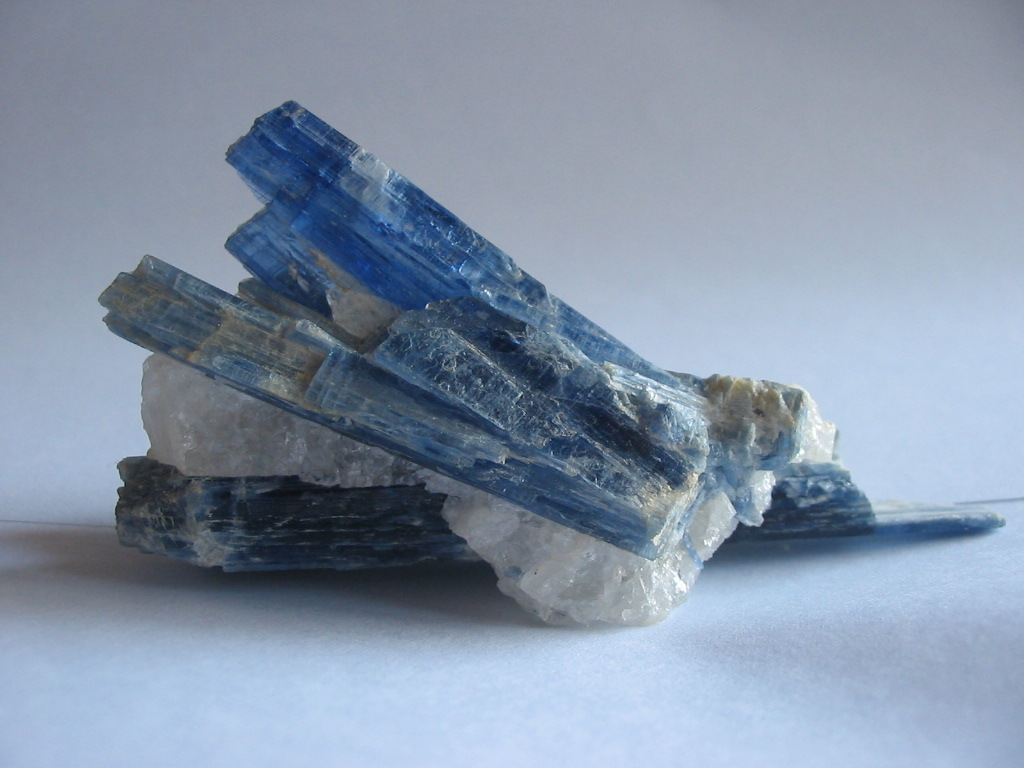
بلورات الكيانايت

  - دومورتيريت - Al6.5-7BO3(SiO4)3(O,OH)3
  - توباز - Al2SiO4(F,OH)2
  - ستورليت - Fe2Al9(SiO4)4(O,OH)2
- مجموعة هيوميت- (Mg,Fe)7(SiO4)3(F,OH)2
  - Norbergite - Mg3(SiO4)(F,OH)2
  - كوندروديت - Mg5(SiO4)(F,OH)2
  - هيوميت - Mg7(SiO4)(F,OH)2
  - كلينوهيوميت - Mg9(SiO4)(F,OH)2
- داتوليت - CaBSiO4(OH)
- تيتانيت - CaTiSiO5
- كلوريتويد - (Fe,Mg,Mn)2Al4Si2O10(OH)4

### سوروسيليكات
السوروسيليكات لديها مجموعات معزولة رباعية الأسطح مضاعفة (Si2O7)6− أو نسبة تبلغ 2:7. حيث ترتبط وحدتي رباعية أوجه مع بعضهما البعض من خلال ذرة أكسجين واحدة.
- هيميمورفيت - Zn4(Si2O7)(OH)2·H2O
- لوسونيت - CaAl2(Si2O7)(OH)2·H2O
- إلفيت - CaFe2+2Fe3+O(Si2O7)(OH)
- مجموعة الإيبيدوت (تحتوي على كلتا المجموعتين (SiO4)4− و(Si2O7)6−)
  - إيبيدوت - Ca2(Al,Fe)3O(SiO4)(Si2O7)(OH)
  - زويسيت - Ca2Al3O(SiO4)(Si2O7)(OH)
  - كلينوزويسيت - Ca2Al3O(SiO4)(Si2O7)(OH)
  - تانزانيت - Ca2Al3O(SiO4)(Si2O7)(OH)
  - ألانيت - Ca(Ce,La,Y,Ca)Al2(Fe2+,Fe3+)O(SiO4)(Si2O7)(OH)
  - دوللاسيتي سي - CaCeMg2AlSi3O11F(OH)
- فيزوفيانيت - Ca10(Mg,Fe)2Al4(SiO4)5(Si2O7)2(OH)4

### سايكلوسيليكات
السايكلوسيليكات أو السيليكات الحلقية هي مرتبطة بشكل رباعي الأسطح مع (SixO3x)2x- أو بنسبة تبلغ 1:3. بمعنى أن تتحد وحدة من وحدات رباعيات الأوجه مع وحدتين أخرتين من خلال ذرتي أكسجين لتكوين الشكل الحلقي. تتواجد هذه المجموعة إما على هيئة 3-أجزاء من (Si3O9)6-، أو 4-أجزاء من (Si4O12)8- أو 6- أجزاء(Si6O18)12- من الحلقات.
- حلقة ذات 3 -أجزاء
  - بينيتويت - BaTi(Si3O9)
- حلقة ذات 4 -أجزاء
  - آكسينيت - (Ca,Fe,Mn)3Al2(BO3)(Si4O12)(OH)
- حلقة ذات 6 -أجزاء
  - بيريل/زمرد - Be3Al2(Si6O18)
  - كورديريت - (Mg,Fe)2Al3(Si5AlO18)
  - تورمالين - (Na,Ca)(Al,Li,Mg)3-(Al,Fe,Mn)6(Si6O18)(BO3)3(OH)4

### إينوسيليكات
الإينوسيليكات من الكلمة الإغريقية (باليونانية: ινος inos)‏ والتي تعني نسيج، تسمى أيضاً بسيلكات المسلسلة حيث أن هذ السيليكات مرتبطة بسلاسل مترابطة إما بنسبة تبلغ SiO3, 1:3 لأحادية السلسلة أو بنسبة تبلغ Si4O11, 4:11 لثنائية السلسلة.

#### إينوسيليكات أحادية السلسلة
- مجموعة البيروكسين
  - سلسلة الإينيستيتيت
    - إينيستيتيت - MgSiO3
    - فيروسيليت - FeSiO3

  - بيجونيت - Ca0.25(Mg,Fe)1.75Si2O6
  - ديوبسيدي - سلسلة هيدينبيرجايت
    - ديوبسيدي - CaMgSi2O6
    - هيدينبيرجيت - CaFeSi2O6
    - أوغايت - (Ca,Na)(Mg,Fe,Al)(Si,Al)2O6

  - سلسلة الصوديوم بروكسين
    - جايدايت - NaAlSi2O6
    - أجورين - NaFe3+Si2O6

  - سبودومين - LiAlSi2O6
- مجموعة بيروكسينويد
  - ووللاستونيت - CaSiO3
  - رودونيت - MnSiO3
  - بيكتوليت - NaCa2(Si3O8)(OH)

#### إينوسيليكات ثنايئية السلسلة
- مجموعة أمفيبول
  - أنثوفيليت - (Mg,Fe)7Si8O22(OH)2
  - سلسلة كامنغتونيت
    - كامنغتونيت - Fe2Mg5Si8O22(OH)2
    - غرونيريت - Fe7Si8O22(OH)2

  - سلسلة تريموليت
    - تريمولايت - Ca2Mg5Si8O22(OH)2

آكتينوليت - Ca2(Mg,Fe)5Si8O22(OH)2
- - هورنبليند - (Ca,Na)2-3(Mg,Fe,Al)5Si6(Al,Si)2O22(OH)2
  - مجموعة صوديوم أمفيبول
    - غلوكوفين - Na2Mg3Al2Si8O22(OH)2
    - ريبيكيت - Na2Fe2+3Fe3+2Si8O22(OH)2
    - أرفيدزونيت - Na3(Fe,Mg)4FeSi8O22(OH)2

### فيلوسيليكات
الفيلوسيليكات (باليونانية: φύλλον phyllon)‏ بمعنى (ورقة الشجر) أو السيليكات الورقية، تتألف من صفائح متوازية من سيليكات رباعية الأسطح {\displaystyle {\ce {Si2O5^2-}}} أو بنسبة تبلغ 2:5. حيث تشترك ذرات الأكسجين الطرفية في وحدة رباعية الاوجه مع وحدات أخرى من رباعيات الأوجه.
- مجموعة سيربينيت
  - أنتيغوريت - Mg3Si2O5(OH)4
  - كريسوتايل - Mg3Si2O5(OH)4
  - ليزارديت - Mg3Si2O5(OH)4
- مجموعة المعادن الطينية
  - هاللويسيت - Al2Si2O5(OH)4
  - كاولينيت - Al2Si2O5(OH)4

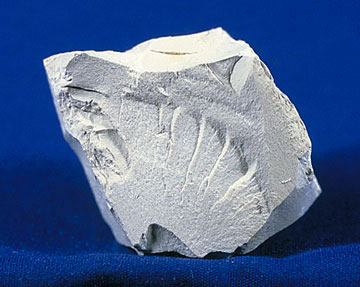
كاولين

  - إيلليت - (K,H3O)(Al,Mg,Fe)2(Si,Al)4O10[(OH)2,(H2O)]
  - مونتموريللونيت - (Na,Ca)0.33(Al,Mg)2Si4O10(OH)2·nH2O
  - فيرميكوليت - (MgFe,Al)3(Al,Si)4O10(OH)2·4H2O
  - تالك - Mg3Si4O10(OH)2
  - باليغورسكيت - (Mg,Al)2Si4O10(OH)·4(H2O)
  - بيروفيليت - Al2Si4O10(OH)2
- مجموعة المايكا
  - بايوتيت - K(Mg,Fe)3(AlSi3)O10(OH)2
  - موسكوفيت - KAl2(AlSi3)O10(OH)2
  - فلوغوبيت - KMg3(AlSi3)O10(OH)2
  - ليبيدوليت - K(Li,Al)2-3(AlSi3)O10(OH)2
  - مارغاريت - CaAl2(Al2Si2)O10(OH)2
  - غلاوكونيت - (K,Na)(Al,Mg,Fe)2(Si,Al)4O10(OH)2
- مجموعة كلوريت
  - كلوريت - (Mg,Fe)3(Si,Al)4O10(OH)2•(Mg,Fe)3(OH)6

### تيكتوسيليكات
التيتكوسيليكات، أو «السيليكات ذات الإطار» تحتوي على إطار ثلاثي الأبعاد من السيليكات رباعية الأسطح SiO2 أو بنسبة تبلغ 1:2.هذه المجموعة تكوّن وحدها ما تبلغ نسبته 75% من القشرة الأرضية لكوكب الأرض.
- مجموعة الكوارتز
  - كوارتز - SiO2
  - تريدايميت - SiO2
  - كريستوباليت - SiO2
- عائلة الفلدسبار
  - فلدسبارات ألكالي
    - فلدسبارات البوتاسيوم
      - مايكروكلاين - KAlSi3O8
      - أورثوكليس - KAlSi3O8
      - سانيداين - KAlSi3O8

    - أنورثوكليس - (Na,K)AlSi3O8

  - فلدسبارات البلاغيوكلاس
    - ألبيت - NaAlSi3O8

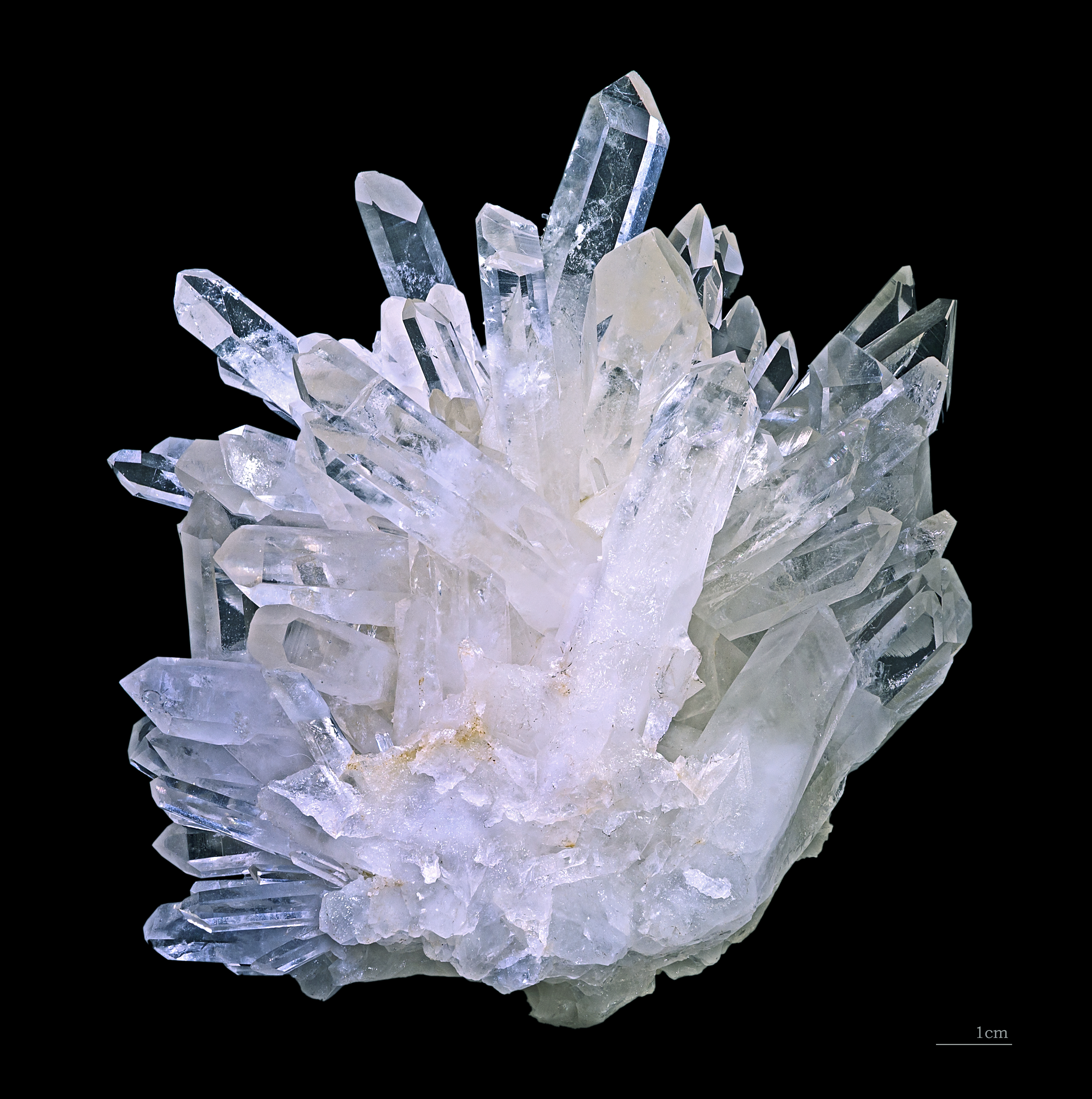
كوارتز

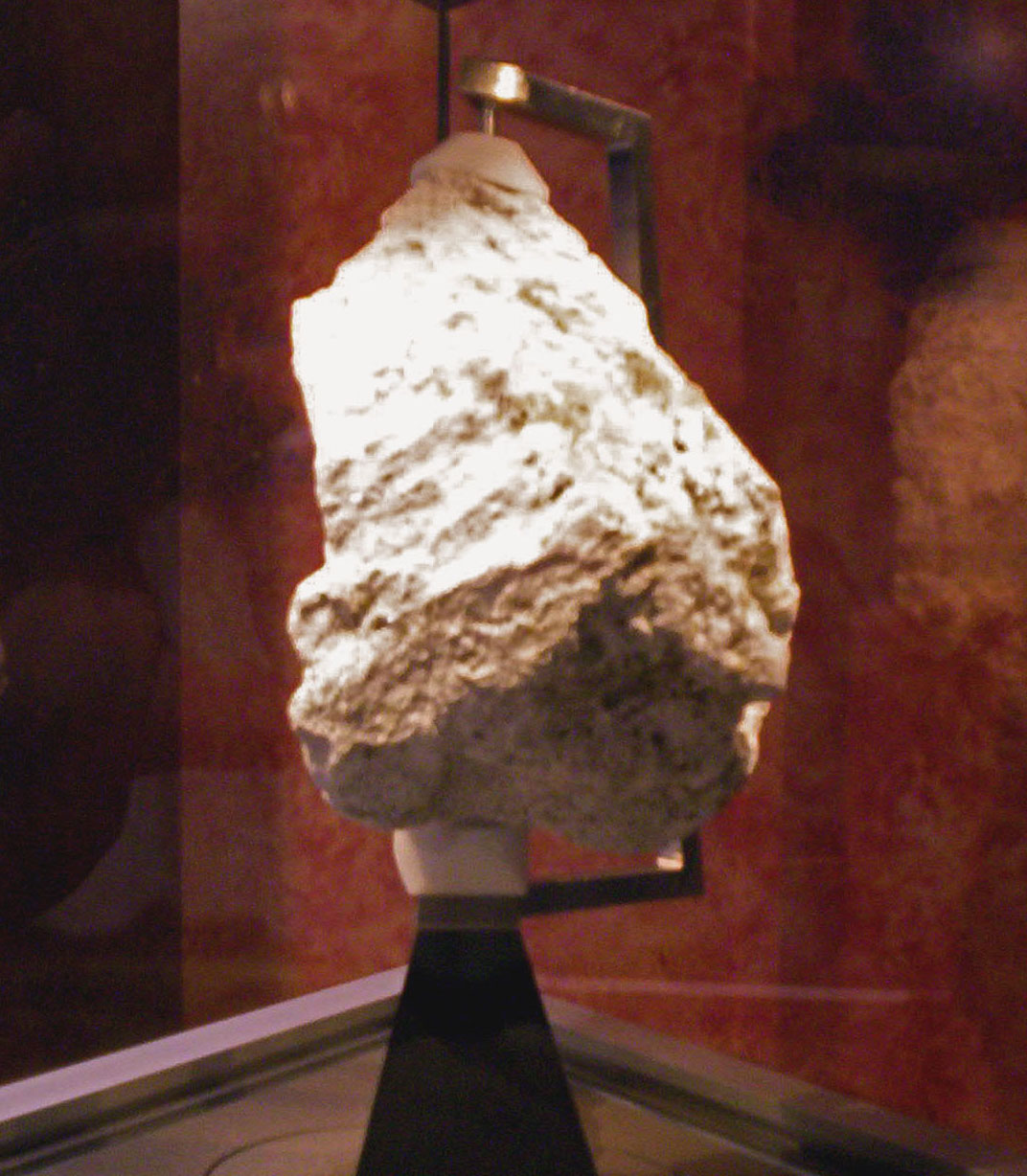
أنورثوسايت مستخرج من القمر

    - أوليغوكلاس - (Na,Ca)(Si,Al)4O8 (Na:Ca 4:1)
    - آنديساين - (Na,Ca)(Si,Al)4O8 (Na:Ca 3:2)
    - لابرادوريت - (Na,Ca)(Si,Al)4O8 (Na:Ca 2:3)
    - بايتاونيت - (Na,Ca)(Si,Al)4O8 (Na:Ca 1:4)
    - أنورثيت - CaAl2Si2O8
- عائلة فيلدسباثويد
  - نوسين - Na8Al6Si6O24(SO4)
  - كانكرينيت - Na6Ca2(CO3,Al6Si6O24).2H2O
  - ليوسيت - KAlSi2O6
  - نيفيلاين - (Na,K)AlSiO4
  - سوداليت - Na8(AlSiO4)6Cl2
    - هاوين - (Na,Ca)4-8Al6Si6(O,S)24(SO4,Cl)1-2

  - لازوريت - (Na,Ca)8(AlSiO4)6(SO4,S,Cl)2
- بيتاليت - LiAlSi4O10
- مجموعة السكابولايت
  - مارياليت - Na4(AlSi3O8)3(Cl2,CO3,SO4)
  - ميونيت - Ca4(Al2Si2O8)3(Cl2CO3,SO4)
- أنالكايم - NaAlSi2O6•H2O
- مجموعة الزيوليت
  - ناتروليت - Na2Al2Si3O10•2H2O
  - تشابازيت - CaAl2Si4O12•6H2O
  - هيولانديت - CaAl2Si7O18•6H2O
  - ستيلبيت - NaCa2Al5Si13O36•17H2O

## اقرأ أيضا
- مجموعة الزبرجد الزيتوني